# Новоильинка (Алтайский край)
Новоильи́нка — село в Хабарском районе Алтайского края России. Административный центр Новоильинского сельсовета

## География
Расположено в 380 км к северо-западу от Барнаула, в 22 км к юго-западу от районного центра, села Хабары, по берегам реки Бурла.
Транспорт
До ближайшей железнодорожной станции Краснозёрское, расположенной в селе Половинное, 20 км.
Достопримечательности
В двух километрах от села археологи нашли поселение эпохи поздней бронзы Новоильинка и поселение Новоильинка 1, в котором в 1994, 1996 и 1998 годах велись раскопки.

## История
Основано в 1891 году. Относился к Карасукской волости Барнаульского уезда. 93 семьи переселились в данную местность из Курской губернии по разрешению Земельной части Главного управления Алтайского округа. Позднее (1893-1894 годы) сюда начали переселяться крестьяне из окрестных сёл и переселенцы из центральной части России, а также ходоки из Харьковского уезда, вслед за которыми в село приехали украинцы. Крестьяне растили яровой хлеб, занимались скотоводством. Жители южной части России возделывали бахчи и сажали баклажаны с арбузами, удивляя сибиряков невиданными продуктами.
Других промыслов не было, кроме малочисленной строительной артели и 2-3 портных. Покупали и продавали продукты в соседних старожильческих сёлах.
В 1928 году село Ново-Ильинка состояло из 458 хозяйств. Центр Ново-Ильинского сельсовета Хабарского района Славгородского округа Сибирского края.

## Население
| 1997  | 1998  | 1999  | 2000  | 2001  | 2002  |
| ----- | ----- | ----- | ----- | ----- | ----- |
| 1907  | ↗1915 | ↗2024 | ↗2034 | ↗2041 | ↘1765 |
| 2003  | 2004  | 2005  | 2006  | 2007  | 2008  |
| ↘1751 | ↗1782 | ↗1789 | ↗1796 | ↘1795 | ↘1785 |
| 2009  | 2010  | 2011  | 2012  | 2013  |       |
| ↗1800 | ↘1431 | ↘1424 | ↘1395 | ↘1369 |       |

## Инфраструктура
В селе есть школа, МБОУ «Ильинская СОШ», детский сад «Боровичок», крестьянские фермерские хозяйства, муниципальное унитарное предприятие «Новоильинское МОКХ», досуговый центр МКУК «Новоильинский КДЦ», ФАП, почтовое отделение, торговые и иные организации .